# Conca de Barberà
La Conca de Barberà és una comarca de Catalunya situada al nord del Camp de Tarragona.

## Geografia
La Conca de Barberà abasta una superfície de 650,2 quilòmetres quadrats, que representa el 2% del total de Catalunya.
Limita al nord amb la Segarra, al nord-est amb l'Anoia, al sud-est amb l'Alt Camp, al sud amb el Baix Camp, al sud-oest amb el Priorat, a l'oest amb les Garrigues i al nord-oest amb l'Urgell.
La Conca de Barberà fou creada en la divisió comarcal de 1936 unint tres zones limítrofes però que pertanyen a tres comarques naturals diferents:
- La Conca estricta (sectors centre i sud de la comarca). És una depressió formada per les conques dels rius Francolí i Anguera, comprèn els municipis de Vilaverd, Montblanc (capital), l'Espluga de Francolí, Vimbodí i Poblet, Blancafort, Pira, Barberà de la Conca, Forès, Solivella, Sarral i Rocafort de Queralt.
- La Baixa Segarra (sector nord de la comarca). És la zona sud de l'altiplà de la Segarra; la diferent orografia i, sobretot, les deficients comunicacions amb la resta de la Conca de Barberà han fet que aquesta zona demanés la segregació per formar una comarca. Comprèn els termes de Pontils, les Piles, Conesa, Passanant i Belltall, Savallà del Comtat, Llorac, Vallfogona de Riucorb i Santa Coloma de Queralt, que n'és la capital.[1] Aquesta zona de la comarca pertany a tres conques hidrogràfiques diferents: la de l'Ebre, a través del riu Corb; la del Llobregat, a través de la riera de Clariana, afluent de l'Anoia; i la del Gaià.
- El sector nord-est de les Muntanyes de Prades (sector sud-occidental de la comarca). Les muntanyes de Prades foren repartides entre les comarques veïnes, així passaren a formar part de la Conca els municipis de Vallclara i Vilanova de Prades, tanmateix algunes terres passaren als municipis de Vimbodí i Poblet, l'Espluga de Francolí i Montblanc.
- Un cas a part és el municipi de Senan, que pertany geogràficament a les Garrigues, però que fou adherit a la Conca.

La comarca és una cruïlla de camins entre les terres de Tarragona, de Lleida i de Barcelona, fet fonamental per entendre el seu desenvolupament econòmic i la gran concentració d'infraestructures lineals en un espai limitat. Així, a la comarca hi ha quatre línies elèctriques d'alta tensió, un oleoducte, una autopista, una línia de ferrocarril, una línia de tren d'alta velocitat (TAV), una carretera nacional, dues de comarcals i un projecte d'autovia.

## Història
A la comarca es tenen dades que indiquen poblaments des del Neolític, així hi ha tot un seguit de coves als vessants nord de les Muntanyes de Prades amb pintures rupestres. Les del terme de Montblanc han estat declarades Patrimoni de la Humanitat de la UNESCO com a part de l'Art rupestre de l'arc mediterrani de la península Ibèrica, i es poden visitar reproduccions, a mida natural, de les pintures al Centre d'Interpretació de l'Art Rupestre.

### La feudalització de la Conca. Segles XI-XIII
Les restes d'arquitectura militar romànica conservades a la Conca són testimoni patrimonial de la feudalització exercida sobre el territori andalusí de la Marca Superior. Aquest procés que començà el segle X al Penedès i a l'Anoia, continuà els segles xi i xii a la Conca de Barberà. Al llarg d'aquells dos segles, el castell termenat fou l'element que articulà la integració d'aquests territoris als comtats de Barcelona i Osona-Manresa. Hi ha restes, més o menys importants, de les fortificacions bastides per l'aristocràcia feudal a Santa Perpètua de Gaià, Prenafeta, Santa Coloma de Queralt, Aguiló, Barberà, Passanant, Torlanda, Glorieta, la Sala de Comalats, Vallespinosa o les Piles. Totes presenten un model arquitectònic semblant: un recinte murat que envolta i protegeix una torre mestra (o de l'homenatge) de planta rodona, una cisterna, una capella i diverses construccions d'habitació i magatzem. Tot construït segons tècniques arquitectòniques i solucions poliorcètiques similars, amb les variacions pròpies de la cronologia i la funcionalitat específica.
Seguí la fundació per part d'un feudal o del rei de les principals poblacions: els Gurb-Queralt funden Santa Coloma; el rei, Montblanc i Sarral. En ambdós casos, l'ordenació feudal o real té un paral·lel en l'arquitectura castral: recintes murallats protegeixen una urbanització amb edificis més o menys importants a l'interior.
En aquest moment, també es veurà afectada l'arquitectura castral, ja que la planta rodona de les torres del segle xi, donarà pas a la planta quadrada del segle xiii. Tanmateix, la novetat de més entitat fou la reformulació del concepte de torre residencial; ara s'uniran en una estructura única la torre mestra i la sala o aula residencial. L'exemple per excel·lència es troba al castell de Barberà.

#### La participació dels ordes militars (XII-XIII)
Una part important del procés de feudalització de la Conca correspon a la intervenció dels ordes religiosos o militars del Temple i de l'Hospital de Sant Joan de Jerusalem.
Entre 1131 i 1133, els comtes d'Urgell i de Barcelona van donar al Temple el castell de Barberà. Seguiren l'exemple els principals feudals colonitzadors: els Queralt–Timor, els Montargull, els Cervera i els Aguiló. Vers els anys setanta, el Temple organitzà una comanda al castell de Barberà, que en pocs anys aplegà un important patrimoni a la Conca i al Camp; per tal d'administrar-lo millor organitzà comandes filials o sotscomandes a l'Espluga, a Vallfogona i a la Mesó del Rourell. Van pertànyer a la comanda els pobles de Barberà, Pira, Ollers, el Pinetell, l'Espluga de Francolí Sobirana, Montbrió, Vallfogona, Albió, Montargull i la Mesó (aquest a l'Alt Camp).
Molt aviat, en la segona dècada del segle xii, l'orde de l'Hospital rebia donacions a la Conca. Els principals benefactors eren més o menys els mateixos que havien afavorit el Temple: els Cervera, els Aguiló, els Queralt. Sembla que en les primeres dècades del segle xii, l'Hospital va tenir una casa a Cervera (encara no comanda), que controlà les esglésies de la Cirera i Llorac, que els foren donades el 1113. La comanda fou organitzada pels volts de l'any 1172 i administrà les possessions rebudes a la Conca: Llorac, la Cirera, Rauric, Belltall, Segura, Passanant, Glorieta, la Sala, Montfred, Biure, Vallverd, el mas del Cogul i l'Espluga de Francolí Jussana. Els santjoanistes reberen l'Espluga l'any 1266 i fou aleshores quan decidiren instal·lar-hi una comanda per tal de descongestionar la comanda de Cervera.
Si bé se suposa que els templers i els hospitalers, a la Conca com arreu, dugueren a terme les tasques de defensa, caritat i colonització que els foren encomanades, el cert és que allò que més els interessà fou l'explotació del territori per aconseguir el màxim de beneficis per ajudar la seva causa a Terra Santa. Així doncs, Temple i Hospital actuaren de senyors feudals i propiciaren una arquitectura adequada a les seves necessitats i funcions. Per a la defensa havien rebut castells que, quan eren destinats a ser seu de comanda (cas de Barberà i Vallfogona, per al Temple; i l'Espluga i Biure, per a l'Hospital), ampliaren i adequaren segons la funció conventual i administrativa del patrimoni, i quan eren castells menors d'una població del seu senyoriu (tots els altres: Pira, Montbrió, Llorac, Passanant, la Sala, Glorieta...), adequaren o modernitzaren per a la funció agropecuària i residencial d'un administrador.
En un altre sentit, el Temple i l'Hospital col·laboraren amb els bisbes en la tasca colonitzadora ajudant a la construcció d'esglésies (de vegades –cas de Biure– n'assoliren el patronatge). Fou també important la tasca que exerciren en el vessant de l'arquitectura industrial (molins, fargues, forns...), que explotaven en monopoli. El mateix es pot dir dels ponts que controlaren, i dels masos i masies que bastiren arreu del país per explotar millor els recursos del camp. Paral·lelament a les funcions militars, colonitzadores i estrictament econòmiques, el Temple i l'Hospital van dur a terme tasques caritatives i hospitalàries; amb aquest objectiu construïren o administraren hostals o hospitals en llocs estratègics dels camins principals del pelegrinatge. De vegades eren simples hospitals de caritat adscrits al comú d'una vila (cas de l'Espluga), d'altres eren hostal i santuari marià, situats en camins importants i servits per comunitats de donats (d'aquest tipus sembla que eren Santa Maria de Bell-lloc, de Santa Coloma, i Santa Maria de Passanant).
És molta i variada l'arquitectura que auspiciaren el Temple i l'Hospital a les seves comandes. Amb tot, cal advertir que aquestes construccions, llevat d'algun aspecte dels castells que foren seu de comanda, en res es diferencien de les que es poden trobar en qualsevol altre senyoriu religiós o laic.

Imatges de torres i castells de la Conca de Barberà
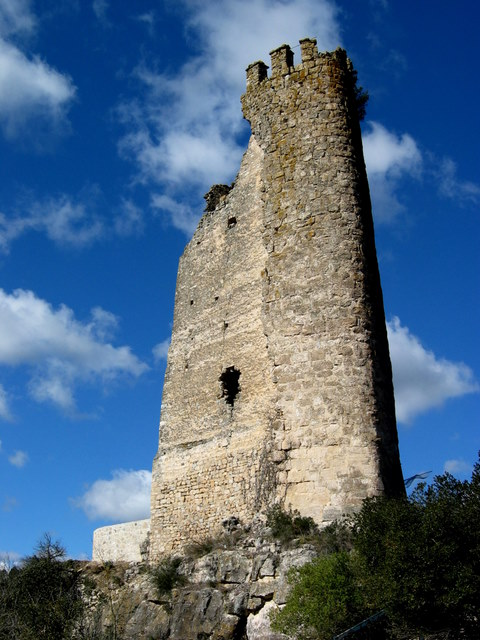
Castell de Santa Perpetua de Gaià.
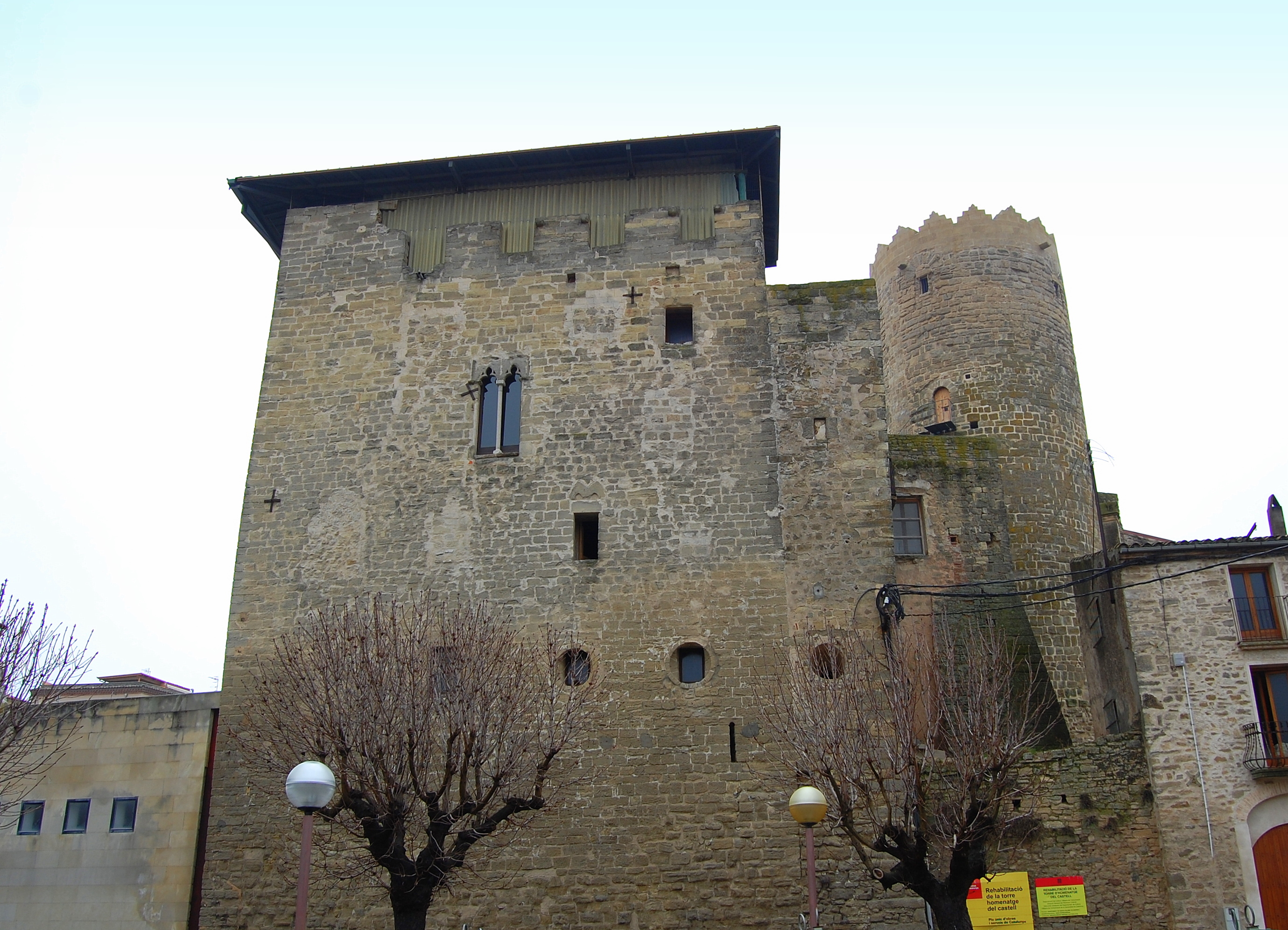
Castell de Santa Coloma de Queralt.
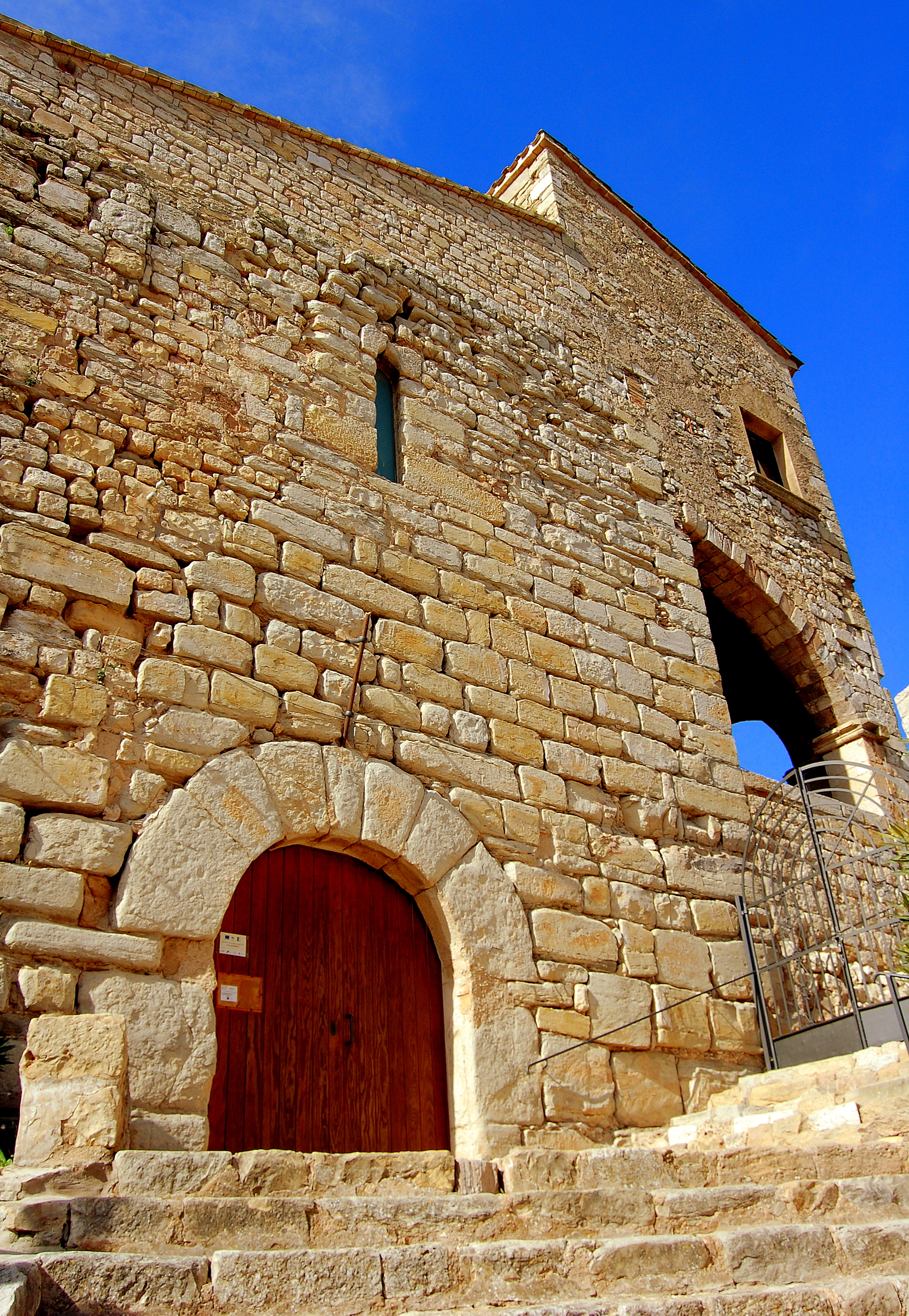
Castell de Barberà de la Conca. Vist des de llevant.
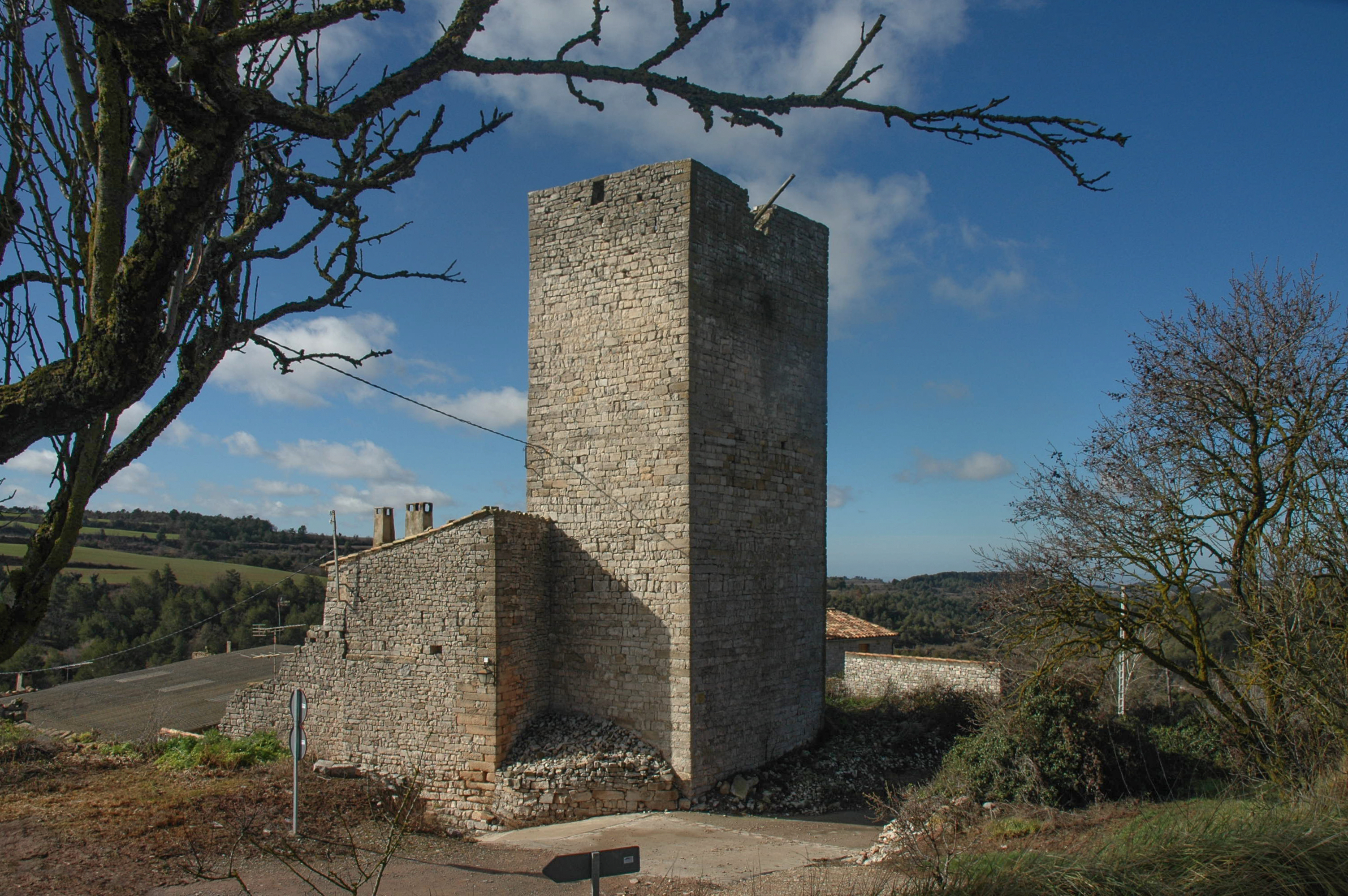
Glorieta (Conca de Barberà). Torre del castell.
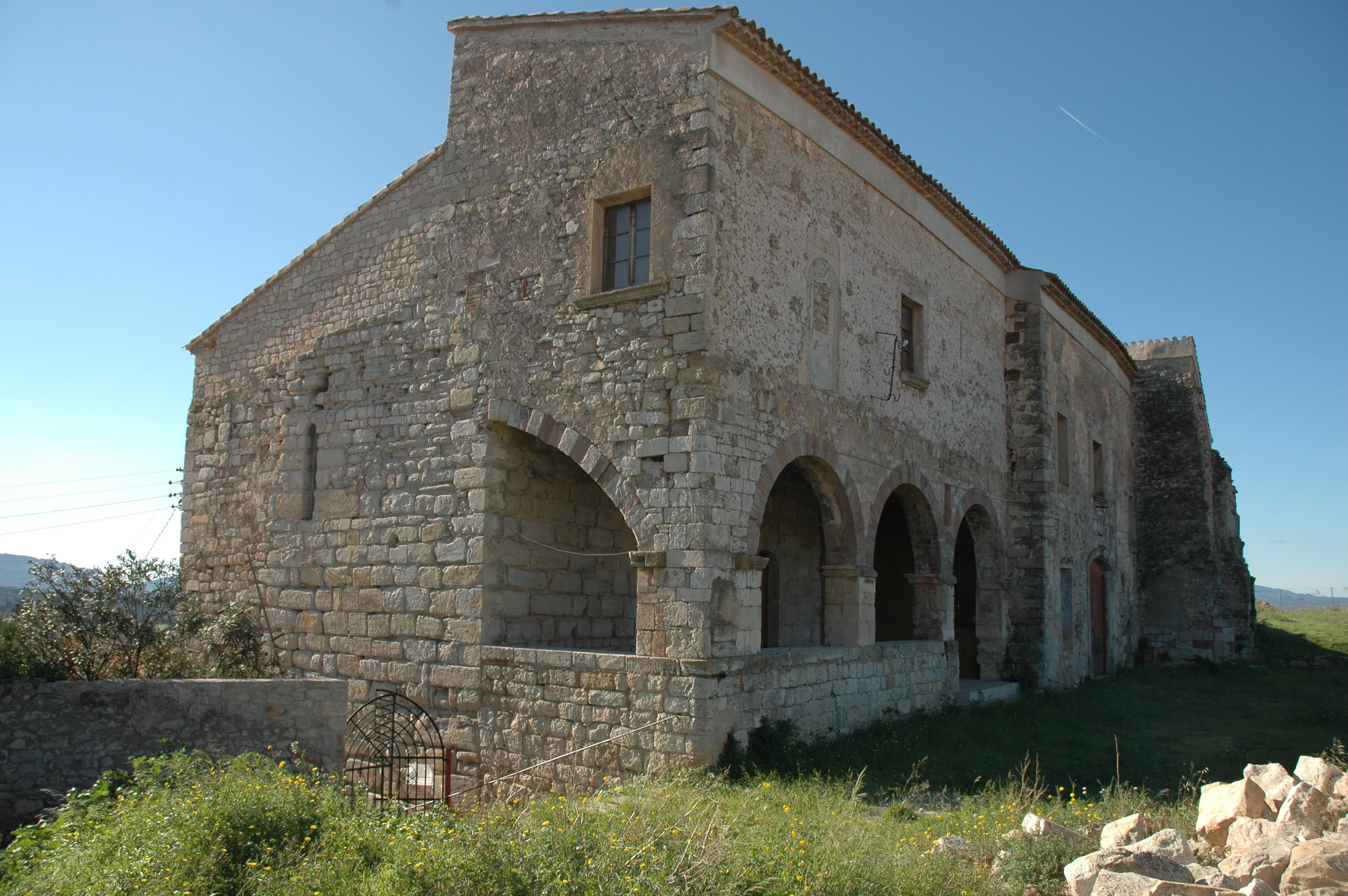
Barberà (Conca de Barberà). Castell.
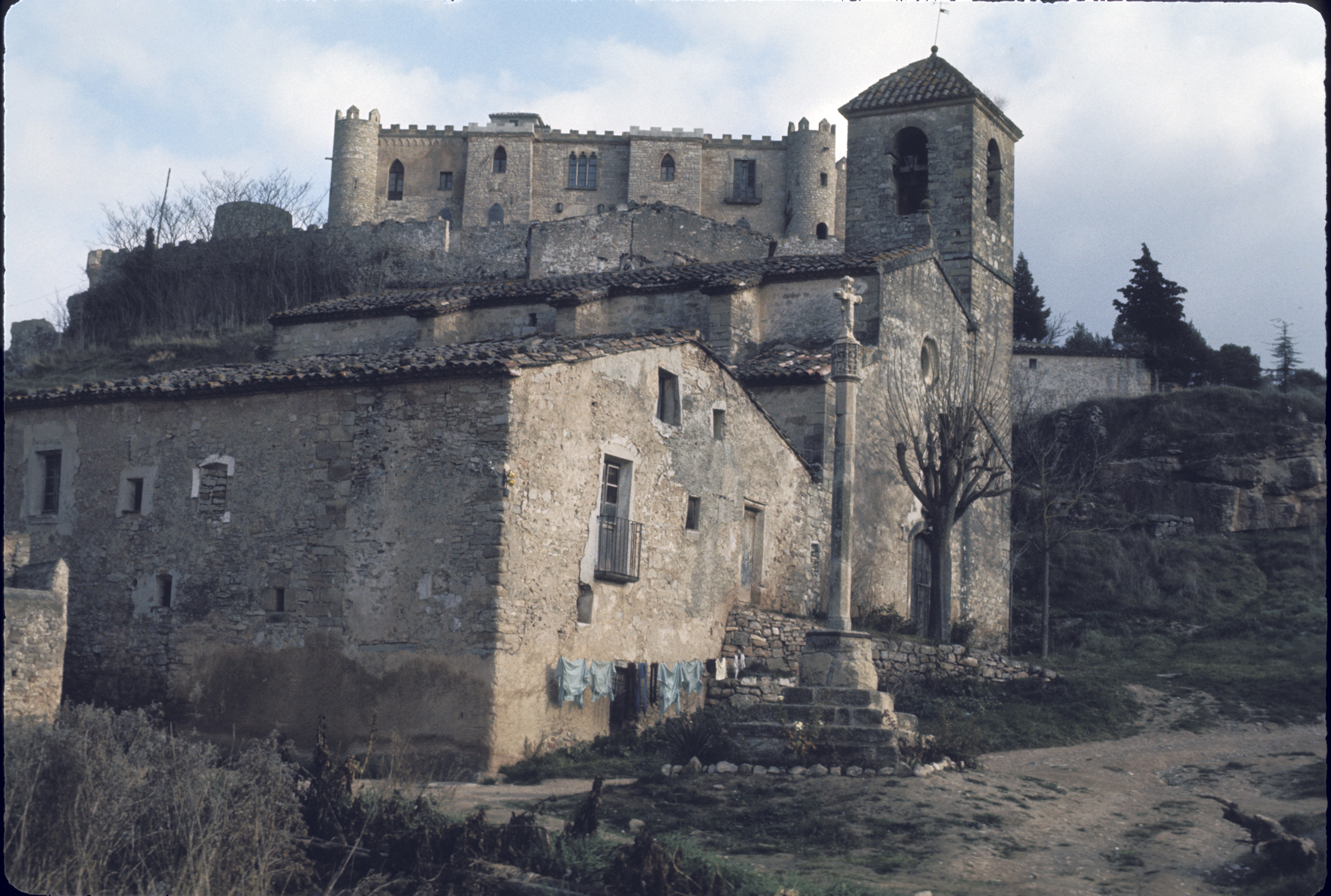
Biure de Gaià. L'abadia (dissortadament enderrocada fa pocs anys), l'església i el castell al fons, vers l'any 1977.

### Dos fets històrics delseglexx

#### Els primers cellers cooperatius de Catalunya (1900-1920)
En les primeres dècades del segle xx a la Conca de Barberà tingué lloc un dels capítols més interessants de l'arquitectura agrària catalana, quan aparegueren els primers cellers cooperatius, la majoria dissenyats per arquitectes prestigiosos del Modernisme. Aquests cellers, junt amb altres construccions de caràcter social, sorgiren com a eclosió de la lluita de resistència que unes associacions pageses, a finals del XIX, dugueren a terme per defensar-se de la usura i el caciquisme i poder -en cooperació- fer front a la replantació de la vinya fil·loxerada. Imbuïdes d'ideari internacionalista, ultra els serveis econòmics de producció i venda dels productes del camp, aquelles associacions pensaren en la instrucció i el lleure públic dels seus associats.
Si l'elaboració i venda del vi es va poder iniciar de seguida en locals llogats, les cases on reunir-se, tenir oficines, esbarjo i altres activitats els resultaven difícils de mantenir. Per aquest motiu, procuraren d'antuvi construir casals socials: Casa de la Societat (Barberà de la Conca), 1897; "la Casa" de la Societat Agrícola de Solivella, el 1901; la «Casa del Poble» de Vimbodí, de 1903; la casa de Blancafort, de 1904.
Els cellers arribaren més tard i en diferents contextos, quan l'associació que els impulsava es trobà en una situació prou estable. El primer fou el celler de la Societat Agrícola de Barberà, construït entre el 1899 i el 1901 (abans de la Llei de Sindicats de 1906), ajudat en tot moment per Joan Esplugas i Moncusí, un propietari i polític republicà barberenc. L'èxit obtingut a Barberà serví a Esplugas per propagar l'ideal cooperativista per la Conca i comarques veïnes. Seguiren l'exemple tant les societats agrícoles, de caràcter popular més o menys esquerrà (Sarral, Solivella, Blancafort…) com els sindicats més burgesos i dretans, constituïts a partir de la Llei de Sindicats. Les societats ja constituïdes foren les primeres a acollir-s'hi i reconvertir-se en sindicats.
Tant per la banda de l'associacionisme popular com per la del reformisme burgès, sortí gent jove intel·ligent i emprenedora que liderà el moviment cooperativista: Rendé i Cabeza, l'any 1904, fundaren l'associació de l'Espluga, que esdevindria sindicat l'any 1907 i construirà el celler l'any 1913 (Celler Cooperatiu de l'Espluga de Francolí); Talavera i Forners farien el mateix a Sarral, que es constituí en sindicat l'any 1913 i bastí el celler l'any 1914 (Celler del Sindicat de Vinicultors de Sarral).
La culminació de l'èxit arribaria en poder constituir tots plegats, l'any 1916, la Federació de Sindicats Agrícoles de la Conca de Barbera, que amb el patrocini de la Mancomunitat de Prat de la Riba, entre 1917 i 1923, impulsaria la construcció de la majoria de cellers de la Conca (Rocafort, Montblanc, Pira, Barberà -el dels "rics"-...).
Un fet digne de ser tingut en compte és que els primers cellers, els de les primeres societats, els construïren els mateixos socis (pagesos i paletes), mentre que els altres, els dels sindicats impulsats sobretot per la burgesia pagesa, foren obra d'arquitectes prestigiosos com Pere Domènech i Roura i Cèsar Martinell i Brunet.

Cellers cooperatius de la Conca de Barberà
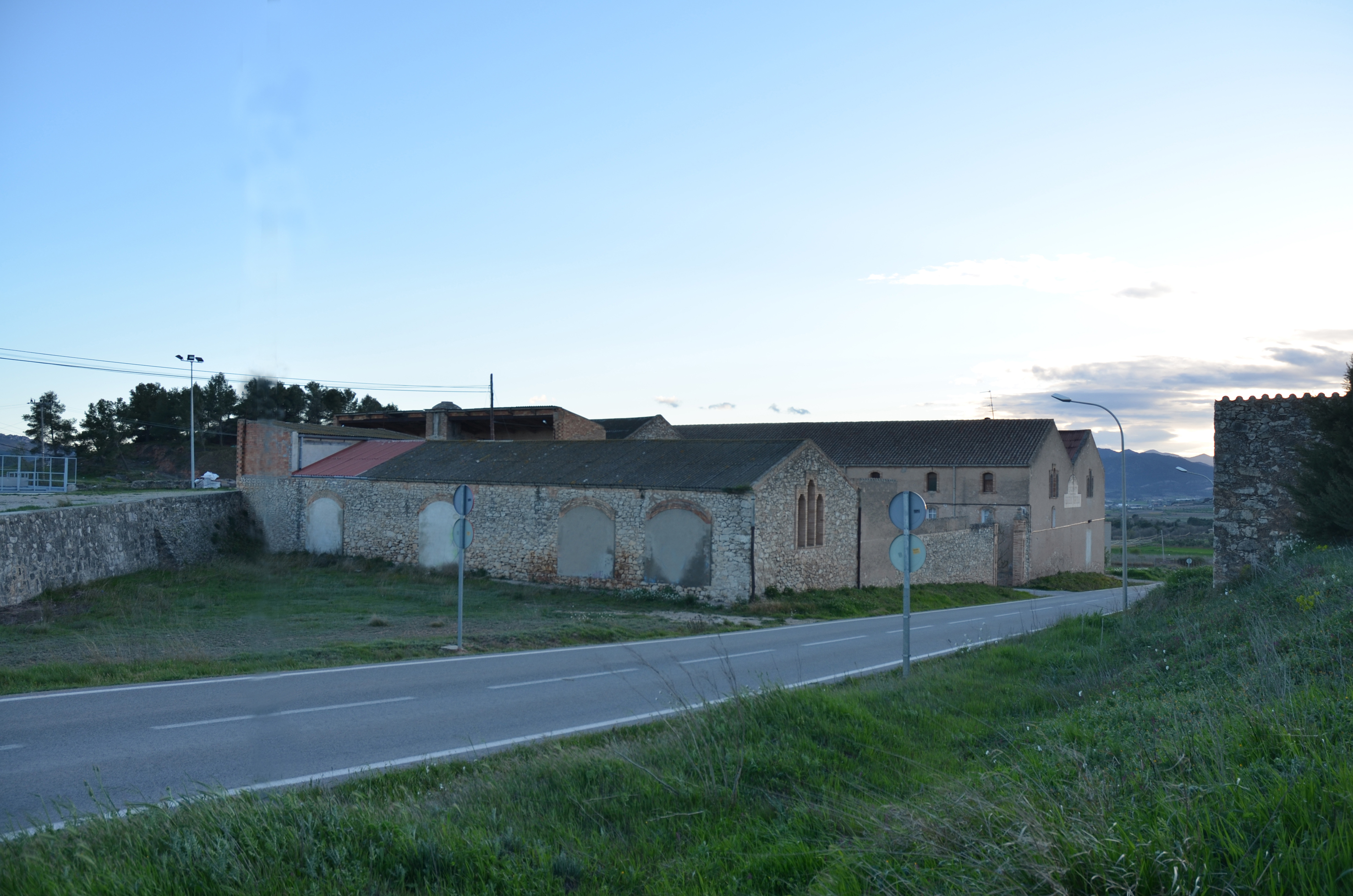
Celler de la Societat Agrícola de Barberà, popularment conegut com el "sindicat dels pobres".
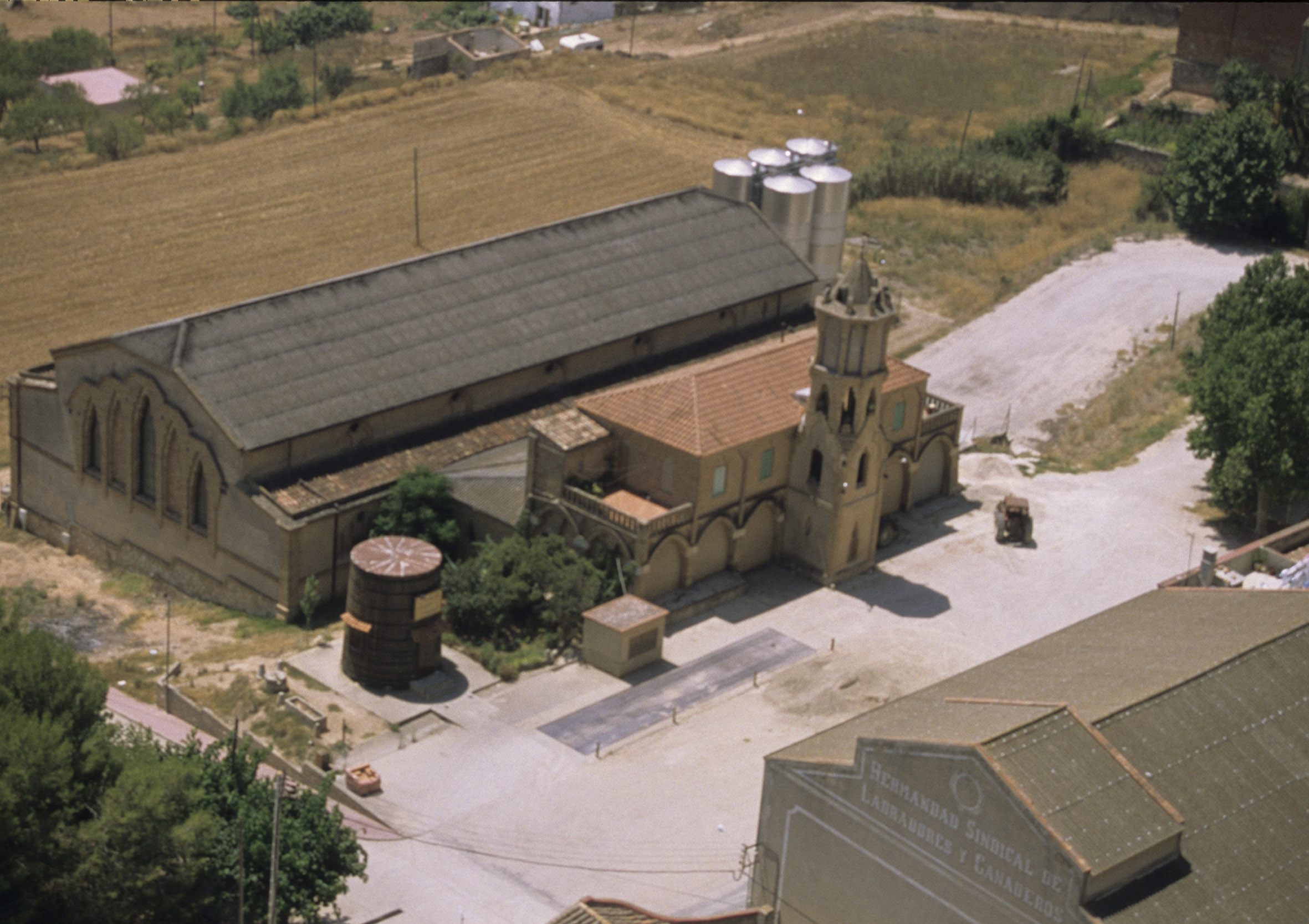
Barberà, Celler del Sindicat Agrícola de Barberà, popularment conegut com el "sindicat dels rics".
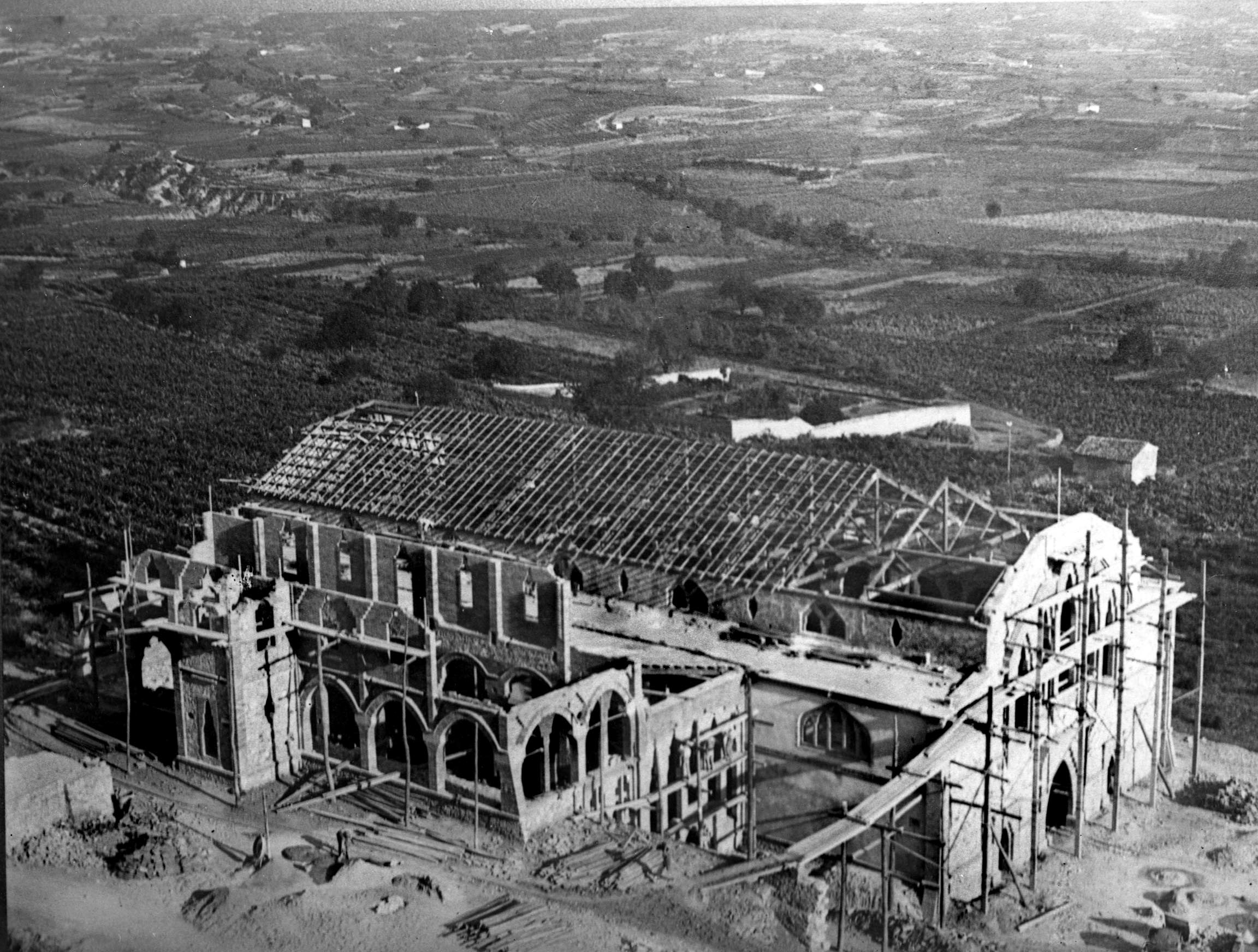
Barberà, celler del Sindicat Agrícola, obra de Cèsar Martinell, en construcció. 1920.
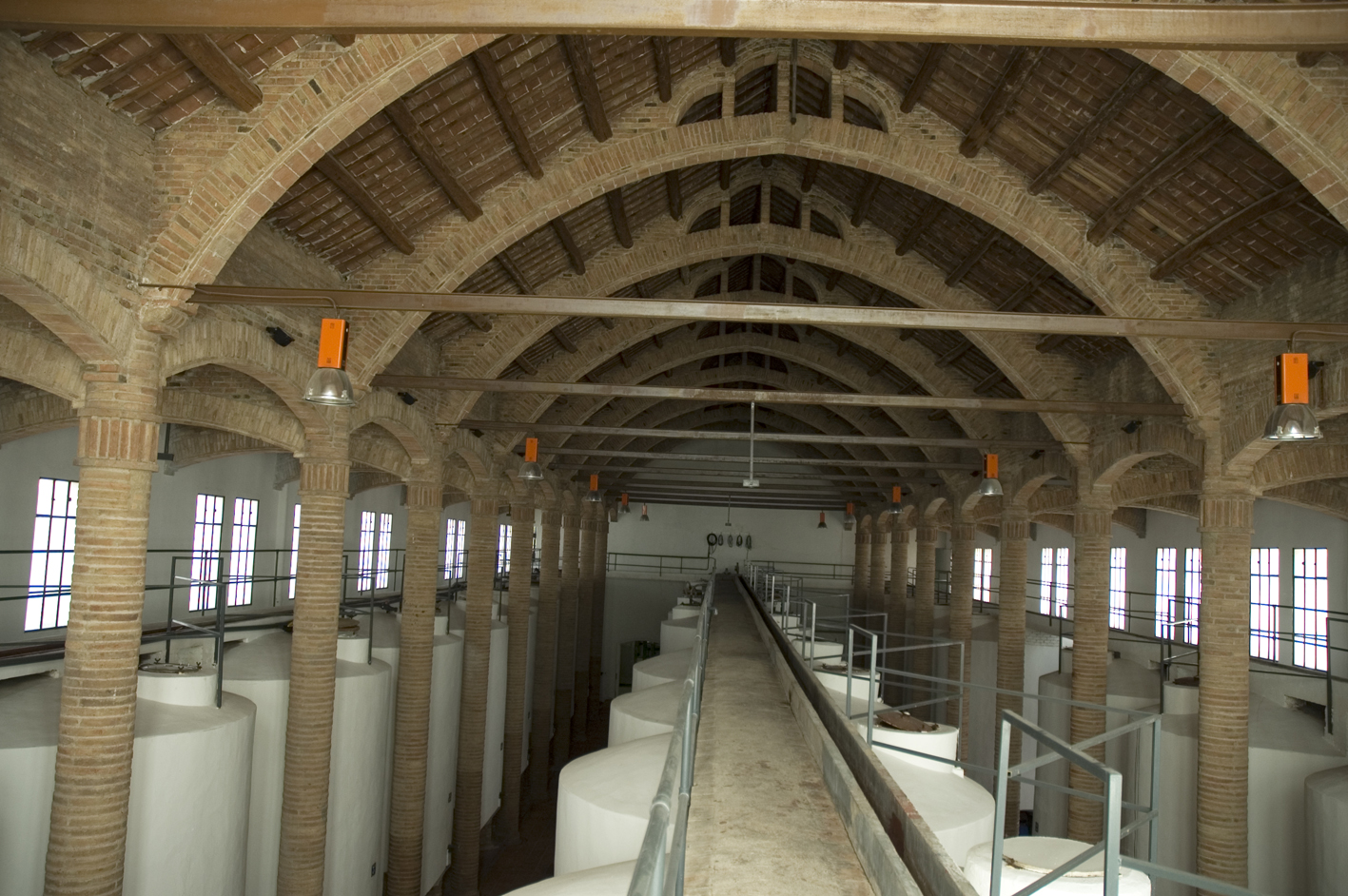
Sarral, Conca de Barberà. Interior de l'edifici principal del celler. Projectat per Pere Domènech Roura, l'any 1914.
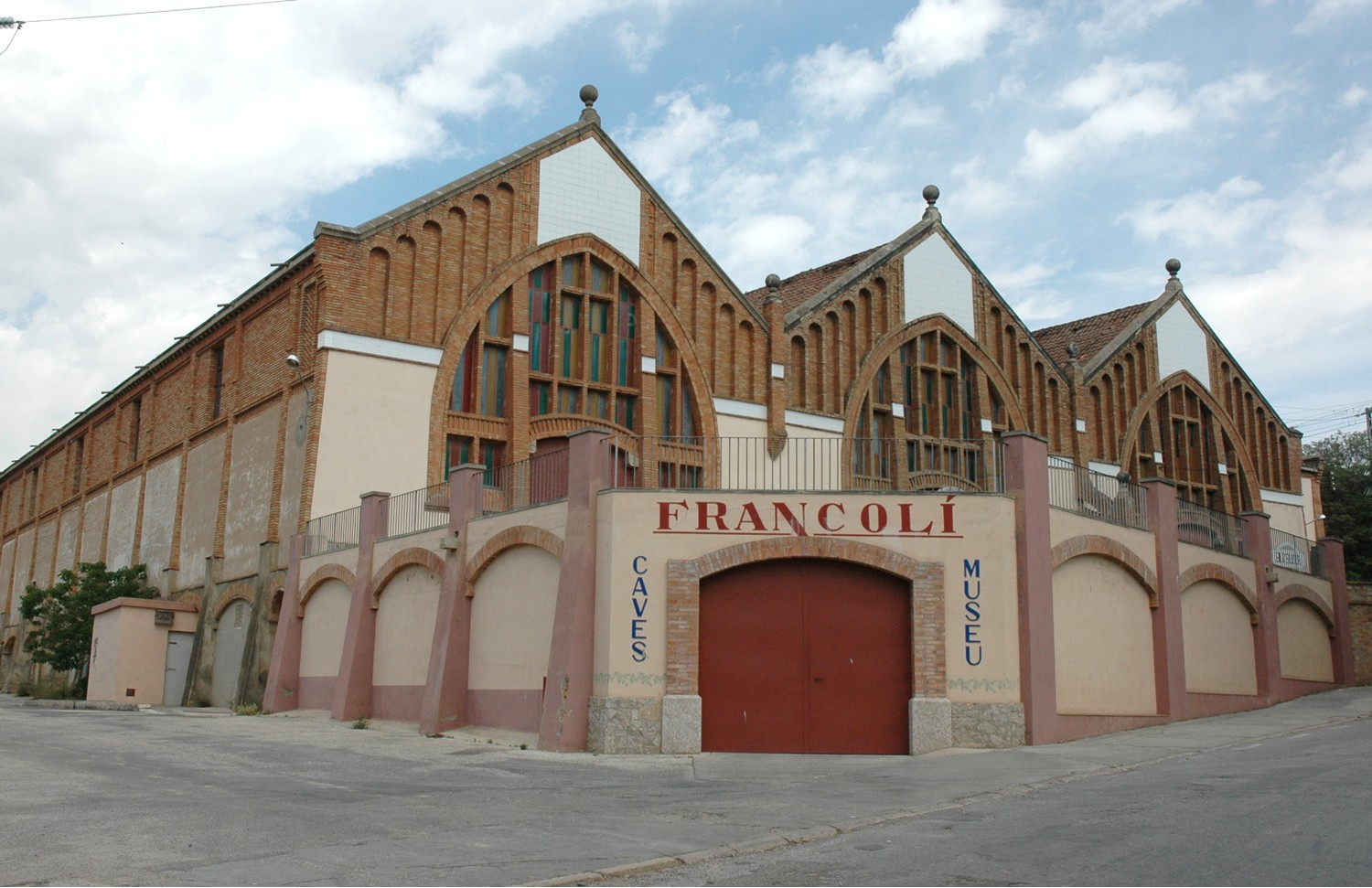
L'Espluga de Francolí. Celler cooperatiu, obra de Pere Domènech Roura. 1913.

#### La Lluita contra el Pla de Residus de la Generalitat (1990)
El gener de 1990, el Departament de Política Territorial i Obres Públiques de la Generalitat de Catalunya, dins del Pla Director per a la Gestió dels Residus Industrials a Catalunya, va decidir ubicar un abocador de residus industrials controlat al terme de Forès (Conca de Barberà) i una incineradora al Pla de Santa Maria (Alt Camp). La decisió va generar un rebuig generalitzat que propicià un fort moviment ciutadà sense precedents d'oposició al projecte. Una de les accions polítiques de la contesta que va tenir major incidència fou la dimissió en bloc de pràcticament tots els alcaldes de la Conca i de l'Alt Camp. En la coordinació popular de la lluita contra el Pla de residus van tenir un paper destacat els Centres d'Estudis de la Conca i de l'Alt Camp, els quals redactaren manifestos, programaren manifestacions i conferències informatives i editaren un llibre que recull la crònica del moviment, l'opinió popular i nombroses imatges.
La contestació, que durà gairebé tot l'any 90, aconseguí fer retirar el Pla de Residus. Posteriorment la majoria de grups polítics del Parlament de Catalunya consensuà una llei de gestió dels residus industrials que no donava indicació dels indrets on s'havien de localitzar les infraestructures necessàries. Finalment, una altra de les conseqüències de la lluita fou la creació del partit comarcal Unió d'independents Conca de Barberà.

Diferents imatges de la lluita contra el Pla de Residus
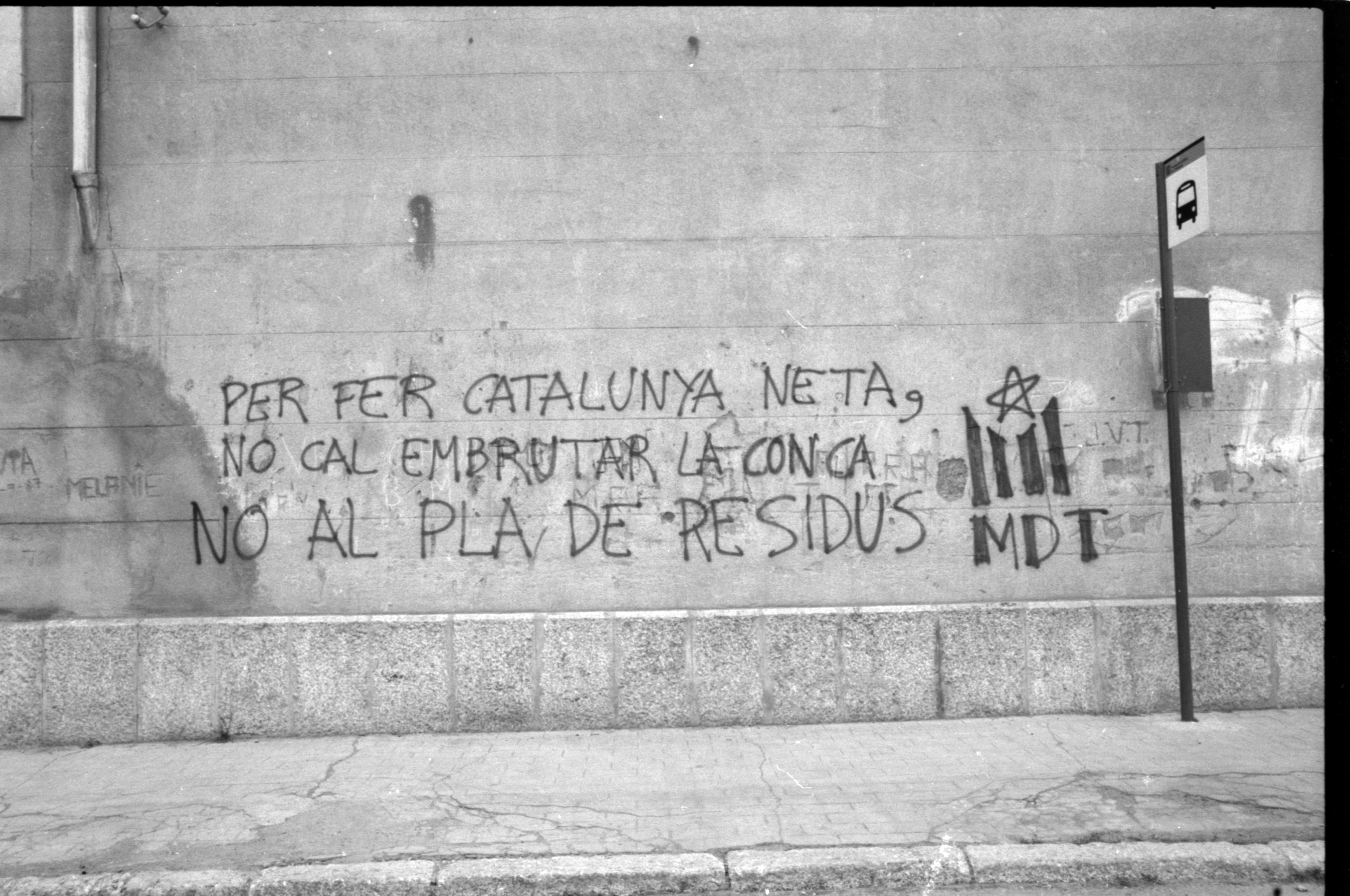
1990, Barberà de la Conca. Pintada contra el Pla de Residus al mur que dona a la carretera del Local Social de la Cooperativa Agrícola.
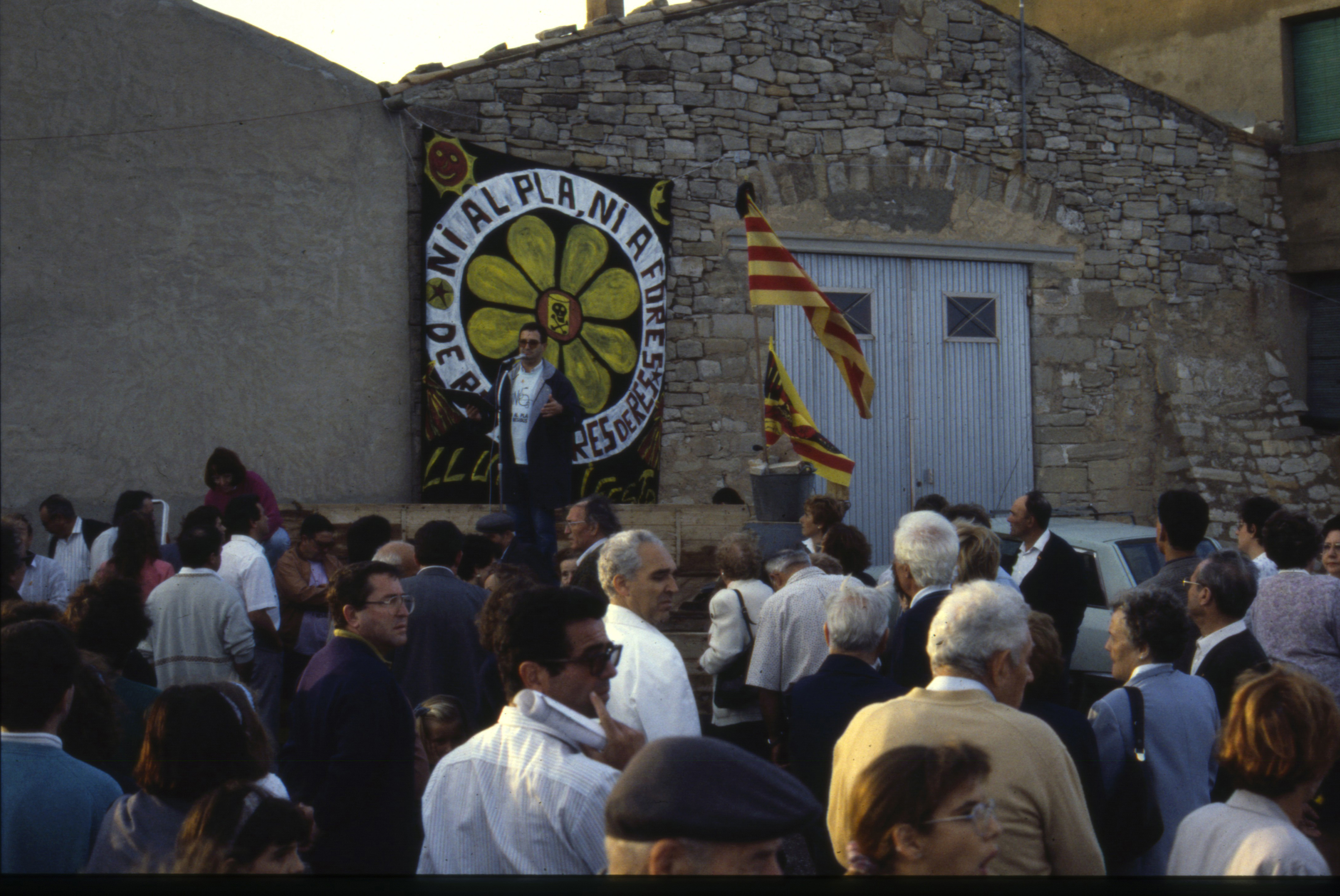
1990. Forès, Conca de Barberà. Un dels actes finals de la lluita contra el Pla de Residus.
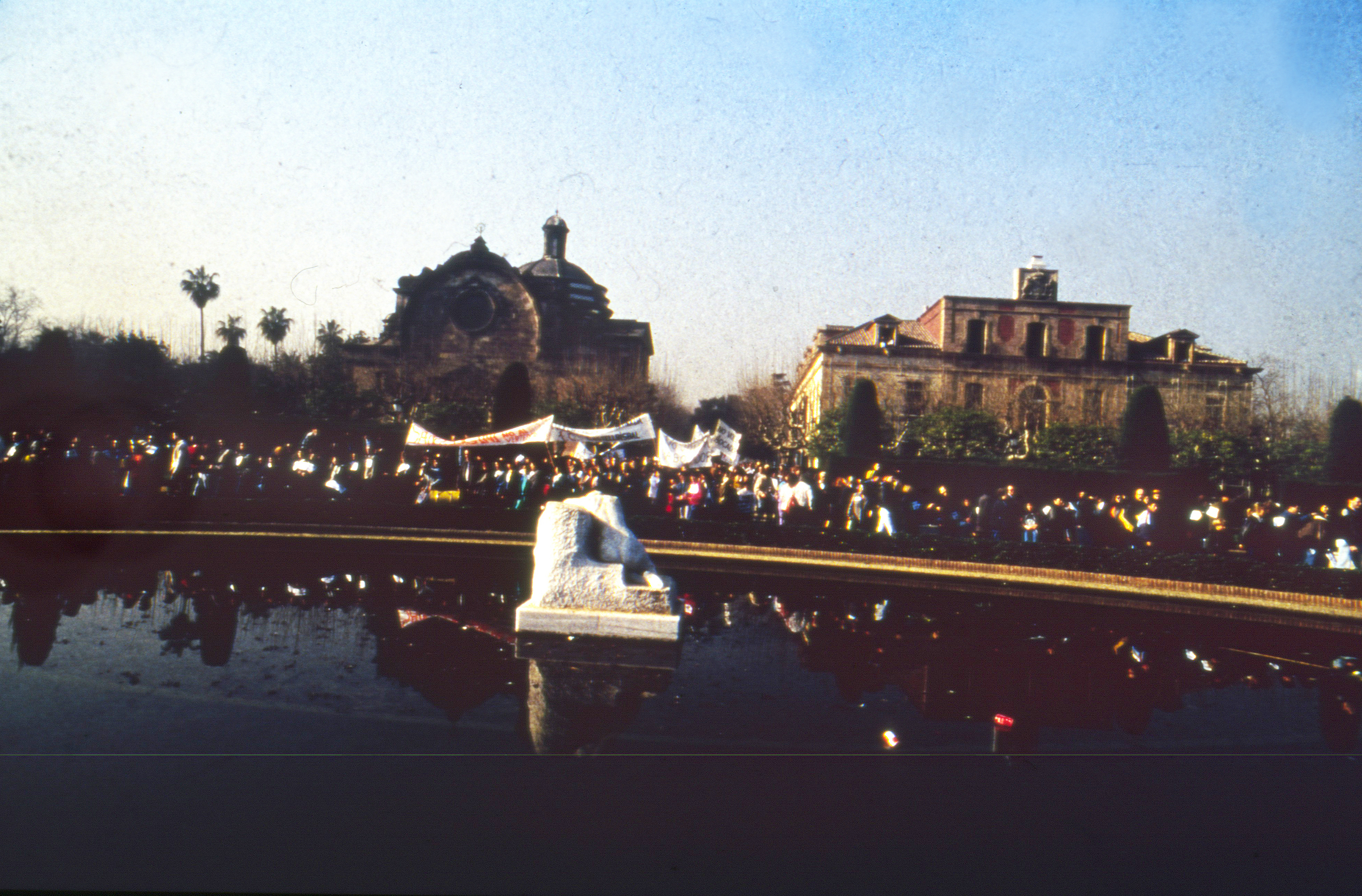
1990 Barcelona. La Conca i l'Alt Camp davant del Parlament en la protesta contra el Pla de Residus
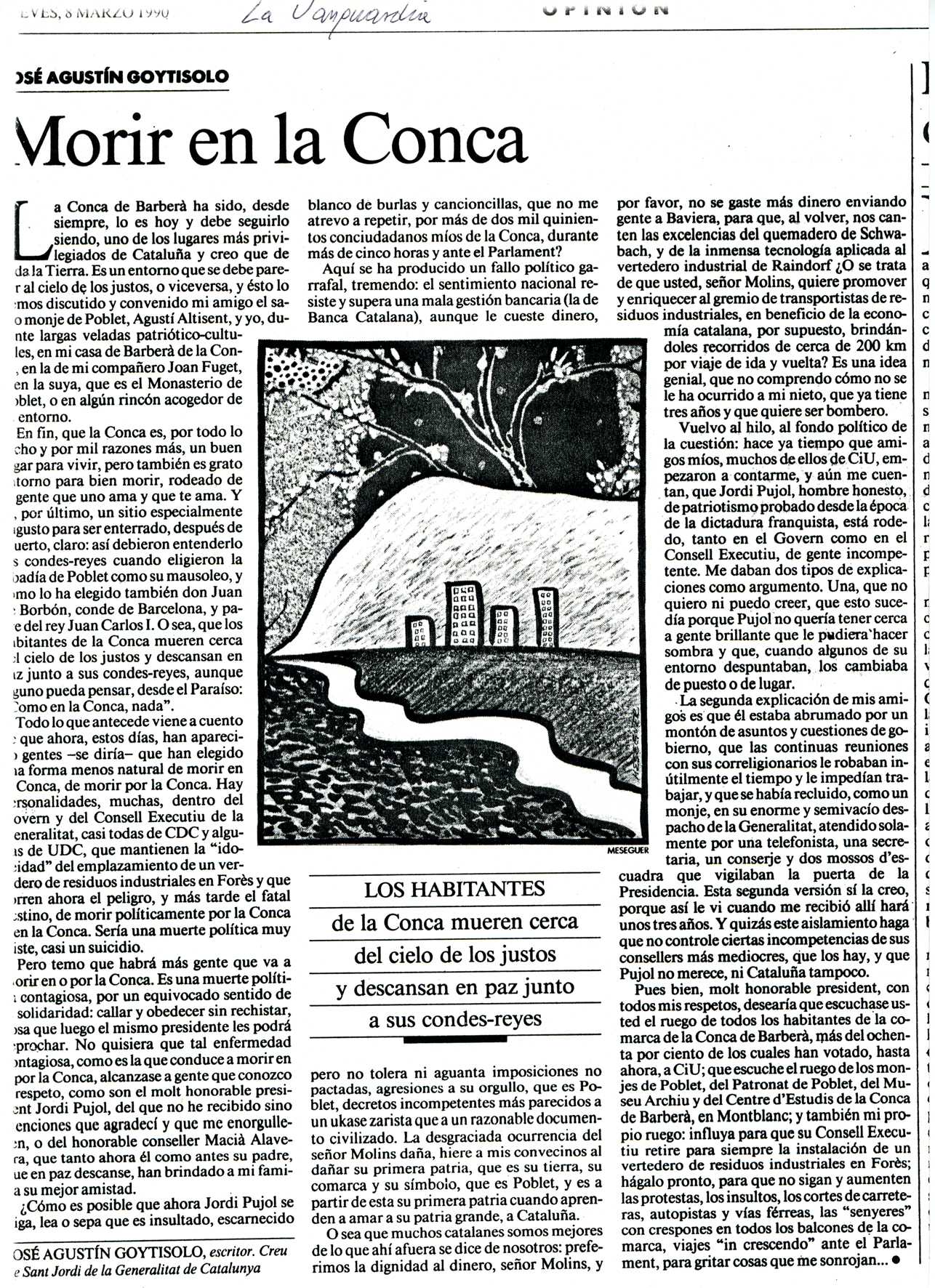
Article del poeta J.A. Goytisolo contra el Pla de Residus.

## Clima
La Conca de Barberà es troba a la zona de clima Mediterrani Continental Sec, en transició amb el Mediterrani Prelitoral Sud. La precipitació total anual és escassa, donant-se els màxims als equinoccis, mentre que els mínims es registren majoritàriament a l'hivern i als mesos de juliol i agost. Al sector sud de la comarca, en canvi, l'estació més seca és l'estiu. Termomètricament, els hiverns són moderats i els estius calorosos, amb una amplitud tèrmica alta. El període lliure de glaçades va des de maig fins a setembre.
| Dades climàtiques a Montblanc          | Dades climàtiques a Montblanc | Dades climàtiques a Montblanc | Dades climàtiques a Montblanc | Dades climàtiques a Montblanc | Dades climàtiques a Montblanc | Dades climàtiques a Montblanc | Dades climàtiques a Montblanc | Dades climàtiques a Montblanc | Dades climàtiques a Montblanc | Dades climàtiques a Montblanc | Dades climàtiques a Montblanc | Dades climàtiques a Montblanc | Dades climàtiques a Montblanc |
| Mes                                    | gen                           | febr                          | març                          | abr                           | maig                          | juny                          | jul                           | ag                            | set                           | oct                           | nov                           | des                           | anual                         |
| -------------------------------------- | ----------------------------- | ----------------------------- | ----------------------------- | ----------------------------- | ----------------------------- | ----------------------------- | ----------------------------- | ----------------------------- | ----------------------------- | ----------------------------- | ----------------------------- | ----------------------------- | ----------------------------- |
| Màxima rècord °C (°F)                  | 20.0 (68)                     | 24.0 (75.2)                   | 30.0 (86)                     | 28.0 (82.4)                   | 34.0 (93.2)                   | 37.0 (98.6)                   | 43.0 (109.4)                  | 43.0 (109.4)                  | 35.0 (95)                     | 30.0 (86)                     | 29.0 (84.2)                   | 21.0 (69.8)                   | 43.0 (109.4)                  |
| Màxima mitjana °C (°F)                 | 11.0 (51.8)                   | 13.2 (55.8)                   | 16.5 (61.7)                   | 18.3 (64.9)                   | 22.4 (72.3)                   | 26.6 (79.9)                   | 30.1 (86.2)                   | 29.8 (85.6)                   | 26.3 (79.3)                   | 20.7 (69.3)                   | 15.1 (59.2)                   | 11.7 (53.1)                   | 20.0 (68)                     |
| Mitjana diària °C (°F)                 | 6.7 (44.1)                    | 8.1 (46.6)                    | 10.7 (51.3)                   | 12.5 (54.5)                   | 16.3 (61.3)                   | 20.5 (68.9)                   | 23.7 (74.7)                   | 23.8 (74.8)                   | 20.6 (69.1)                   | 15.5 (59.9)                   | 10.5 (50.9)                   | 7.6 (45.7)                    | 14.6 (58.3)                   |
| Mínima mitjana °C (°F)                 | 2.4 (36.3)                    | 3.1 (37.6)                    | 4.9 (40.8)                    | 6.6 (43.9)                    | 10.2 (50.4)                   | 14.3 (57.7)                   | 17.3 (63.1)                   | 17.9 (64.2)                   | 14.8 (58.6)                   | 10.3 (50.5)                   | 5.9 (42.6)                    | 3.5 (38.3)                    | 9.1 (48.4)                    |
| Mínima rècord °C (°F)                  | −10.0 (14)                    | −8.0 (17.6)                   | −5.0 (23)                     | −1.0 (30.2)                   | 1.0 (33.8)                    | 6.0 (42.8)                    | 7.0 (44.6)                    | 9.0 (48.2)                    | 6.0 (42.8)                    | −2.0 (28.4)                   | −4.0 (24.8)                   | −6.0 (21.2)                   | −10.0 (14)                    |
| Precipitació mitjana mm (polzades)     | 38.0 (1.496)                  | 26.0 (1.024)                  | 38.2 (1.504)                  | 50.4 (1.984)                  | 73.0 (2.874)                  | 52.3 (2.059)                  | 13.0 (0.512)                  | 33.7 (1.327)                  | 67.0 (2.638)                  | 76.1 (2.996)                  | 54.0 (2.126)                  | 36.4 (1.433)                  | 552.2 (21.74)                 |
| Mitjana de dies de pluja               | 5.3                           | 4.9                           | 6.0                           | 7.4                           | 8.6                           | 5.5                           | 3.0                           | 4.4                           | 5.2                           | 6.4                           | 5.3                           | 5.5                           | 66.3                          |
| Mitjana de dies de gelada              | 9.7                           | 7.1                           | 2.9                           | 0.3                           | 0.0                           | 0.0                           | 0.0                           | 0.0                           | 0.0                           | 0.3                           | 3.4                           | 7.0                           | 32.3                          |
| Font: Servei Meteorològic de Catalunya |                               |                               |                               |                               |                               |                               |                               |                               |                               |                               |                               |                               |                               |

## Demografia

Municipis de la Conca de Barberà.

La comarca passà de pèrdues demogràfiques constants i punyents durant la dictadura franquista a una població que es mantenia per sobre de la ratlla dels divuit mil habitants durant la transició democràtica. Des de finals de segle apunta vers un augment progressiu i a principis de segle XXI tenia 18.806 habitants. En el conjunt de població, hi ha un pes prou important dels grups d'edat superiors als seixanta anys a causa de les millores en la qualitat de vida, la caiguda de la natalitat i el retard en la formació de noves parelles, fet comú a les societats avançades, però que a la Conca de Barberà ha estat molt més profund.
| Municipi                | Habitants |
| ----------------------- | --------- |
| Barberà de la Conca     | 503       |
| Blancafort              | 414       |
| Conesa                  | 141       |
| Espluga de Francolí     | 3.857     |
| Forès                   | 57        |
| Llorac                  | 116       |
| Montblanc               | 6.767     |
| Passanant i Belltall    | 174       |
| Piles, les              | 196       |
| Pira                    | 475       |
| Pontils                 | 139       |
| Rocafort de Queralt     | 264       |
| Santa Coloma de Queralt | 3.035     |
| Sarral                  | 1.596     |
| Savallà del Comtat      | 72        |
| Senan                   | 46        |
| Solivella               | 630       |
| Vallclara               | 108       |
| Vallfogona de Riucorb   | 157       |
| Vilanova de Prades      | 149       |
| Vilaverd                | 438       |
| Vimbodí i Poblet        | 1.052     |

| 1497 f | 1515 f | 1553 f | 1717  | 1787   | 1857   | 1877   | 1887   | 1900   | 1910   |
| ------ | ------ | ------ | ----- | ------ | ------ | ------ | ------ | ------ | ------ |
| 1.237  | 1.628  | 1.826  | 7.679 | 19.259 | 30.124 | 28.805 | 30.591 | 27.987 | 26.721 |

| 1920   | 1930   | 1940   | 1950   | 1960   | 1970   | 1981   | 1990   | 1992   | 1994   |
| ------ | ------ | ------ | ------ | ------ | ------ | ------ | ------ | ------ | ------ |
| 26.504 | 25.763 | 23.085 | 22.720 | 20.403 | 19.004 | 18.141 | 18.417 | 17.982 | 17.982 |

| 1996   | 1998   | 2000   | 2002   | 2004   | 2006   | 2008   | 2010   | 2012   | 2014   |
| ------ | ------ | ------ | ------ | ------ | ------ | ------ | ------ | ------ | ------ |
| 18.285 | 18.258 | 18.541 | 19.163 | 19.589 | 20.388 | 21.161 | 20.958 | 21.148 | 20.723 |

| 2016   | 2018   | 2020   | 2022 | 2024   | 2026 | 2028 | 2030 | 2032 | 2034 |
| ------ | ------ | ------ | ---- | ------ | ---- | ---- | ---- | ---- | ---- |
| 20.220 | 20.103 | 19.947 | -    | 20.506 | -    | -    | -    | -    | -    |

## Economia i serveis

### Activitat agrària
L'activitat agrària a la comarca està marcada per la seva varietat física. A l'extrem nord-oriental de la comarca, a l'altiplà central que separa les conques de Barberà i d'Òdena, hi ha la Baixa Segarra que constitueix una zona especialitzada en cereals, fonamentalment blat i ordi; mentre la Conca estricta, la cubeta d'erosió excavada per l'acció dels rius Anguera i Francolí, és una àrea de policultiu, on la vinya té relativa importància, amb extensions de petita i mitjana dimensió. A la zona de les muntanyes de Prades, en els municipis de Vimbodí i Vallclara, predomina l'avellaner i el castanyer. Finalment, una de les fesomies més preuades de la comarca és la coexistència d'aquests conreus amb les superfícies forestals arbrades i els boscos illa enmig de les zones de conreu. La superfície agrícola de la comarca, a fi de segle xx, es distribueix entre terres llaurades (26.885 ha, el 56,8%), pastures permanents (2.830 ha, el 6%), terreny forestal (14.025 ha, el 29,6%) i altres (3.611 ha, el 7,6%).

### Activitat industrial
Els canvis econòmics foren esperonats per la indústria, que prengué el relleu a una agricultura tradicional en crisi. En el decenni dels setanta, gràcies a l'autopista AP-2, mudà el teixit econòmic i les fonts d'ocupació i de renda dels ciutadans. Alhora, la industrialització aturà el degoteig de pèrdues demogràfiques. La Conca de Barberà esdevenia una comarca industrialitzada i assalariada.
En la dècada dels vuitanta, l'estudi econòmic La Conca de Barberà, de Caixa de Catalunya (1991), valorava una situació poc afalagadora: reduïda dinàmica industrial i constructiva, pèrdua de serveis, estancament demogràfic i crisi agrícola –llevat de la vinya. La Conca de Barberà s'estancava, si no reculava. Fou un decenni de baixa dinàmica industrial i de serveis, deguda a la manca de planificació i ordenació territorial en el desplegament industrial, l'escassetat d'aigua i els baixos salaris d'una indústria auxiliar sense projecció de futur.
En la dècada dels noranta canviaren les perspectives. El 18 de maig de 2001 s'inaugurava la nova nau de Frape Behr, S.A., pertanyent a la multinacional alemanya Behr. El President de la Generalitat, Jordi Pujol, ho aprofità per fer un repàs a l'actualitat de la comarca i recordar que la millora de la xarxa viària, la creació de la subestació elèctrica i l'arribada del gas natural i del transvasament d'aigua de l'Ebre havien tornat a transformar la comarca. Si en el decenni dels setanta el motor econòmic fou l'autopista, en els noranta els serveis a les empreses foren els catalitzadors de la revifalla econòmica. Els casos més destacats han estat l'empresa Frida, ubicada a Sarral l'any 1992 i dedicada a la fabricació de brioixeria i pastisseria congelada; la multinacional Vidrieria de Montblanc, que inicià l'any 1998 la fabricació d'ampolles de vidre; i les successives ampliacions de Frape Behr, fabricants de radiadors i altres equipaments de climatització i refrigeració per a l'automòbil. A la Baixa Segarra, les empreses vinculades a la construcció iniciaren una expansió notable.

### Activitat turística
L'altre motor econòmic és l'activitat turística. Aquesta és una economia creixent i complexa que cada cop dona feina a més famílies (a principis de segle xxi, representa el 40% de l'ocupació), molt vinculada als visitants de cap de setmana, com és el cas de les cases de pagès i les segones residències. Finalment, el suport de la Unió Europea al desenvolupament de les zones rurals, mitjançant el Fons Feder i els programes Leader, han facilitat iniciatives generadores de riquesa econòmica i social.

### El subministrament de l'aigua del riu Ebre
Aquest projecte fou acordat pel Consell Comarcal l'estiu del 1988 i pretenia resoldre els problemes estructurals de sequera i facilitar el desenvolupament industrial. Per la magnitud del projecte, es va dividir en parts. En una primera fase, l'aigua de l'Ebre arribà a la comarca per un ramal des del polígon de Valls fins al dipòsit regulador de Montblanc (anys 1999-2000). Els municipis de Solivella i Blancafort acabaren els problemes tradicionals de sequera d'aigua amb un ramal que es dedicà íntegrament al consum de boca i no es barrejà amb la dels pous propis, de molt mala qualitat. El juny del 2002 entrà en servei el subministrament a Sarral i es preveu la connexió de les canonades fins a Vilaverd, l'Espluga de Francolí i Santa Coloma de Queralt.

## Principals festes
- Festa del Xop (Espluga de Francolí)
- Setmana Medieval de la Llegenda de Sant Jordi (Montblanc)

## El català de la Conca
A la Conca de Barberà hi ha moltes diferències entre els parlars de pobles veïns, ja que és una zona situada a la confluència de 4 dialectes o dialectes de transició:
- El català nord-occidental, als municipis que limiten amb el Pla de Lleida.
- El català central, als pobles de la Baixa Segarra.
- El xipella, a la zona central de la comarca.
- El català tarragoní, als municipis situats més propers al Camp de Tarragona.

A l'Espluga de Francolí, fins a mitjan segle xx, es podia distingir si una persona era de la part nord del municipi (Espluga Sobirana) o de la part sud (Espluga Jussana), segons el dialecte que parlava.
Per a fraseologia de la comarca vegeu Girs de frases especials de la comarca http://www.raco.cat/index.php/RecullACBSegarra/article/download/206909/290038
A la següent taula es pot veure les diferències en els parlars de diferents pobles de la Conca:
| Mot       | Pronunciació occidental (p. ex. Vimbodí i Poblet) | Pronunciació xipella (p. ex. Solivella) | Pronunciació del tarragoní (p. ex. Montblanc) | Pronunciació oriental (p. ex. Sta. Coloma de Queralt) |
| --------- | ------------------------------------------------- | --------------------------------------- | --------------------------------------------- | ----------------------------------------------------- |
| terra     | [ˈtɛra]                                           | [ˈtɛra]                                 | [ˈtɛrɛ]                                       | [ˈtɛrə]                                               |
| aigua     | [ˈajwa]                                           | [ˈajwə]                                 | [ˈajwɛ]                                       | [ˈajwə]                                               |
| home      | [ˈɔme]                                            | [ˈɔmi]                                  | [ˈɔmɛ]                                        | [ˈɔmə]                                                |
| dona      | [ˈdɔna]                                           | [ˈdɔnə]                                 | [ˈdɔnɛ]                                       | [ˈdɔnə]/[ˈdɔnɔ]                                       |
| menjar    | [menˈdʒa]                                         | [minˈdʒa]                               | [mənˈʒa]                                      | [mənˈdʒa]                                             |
| beure     | [ˈbewre]                                          | [ˈbewri]                                | [ˈbɛwrɛ]                                      | [ˈbɛwrə]                                              |
| petit     | [peˈtit]                                          | [pəˈtit]                                | [pəˈtit]                                      | [pəˈtit]                                              |
| comprar   | [komˈpra]                                         | [kumˈpra]                               | [kumˈpra]                                     | [kumˈpra]                                             |
| dia       | [ˈdia]                                            | [ˈdii]/[ˈdiɛ]                           | [ˈdiɛ]                                        | [ˈdiə]                                                |
| anglès    | [anˈgles]                                         | [ənˈglɛs]                               | [ənˈglɛs]                                     | [ənˈglɛs]                                             |
| nosaltres | [noˈzaltres]                                      | [ˈnaltris]                              | [ˈnaltrus]                                    | [nuˈzaltrəs]                                          |
| perquè    | [perˈke]                                          | [pərˈkɛ]                                | [pərˈkɛ]                                      | [pərˈkɛ]                                              |
| pomes     | [ˈpomes]                                          | [ˈpomis]                                | [ˈpoməs]                                      | [ˈpoməs]                                              |

## Política i govern

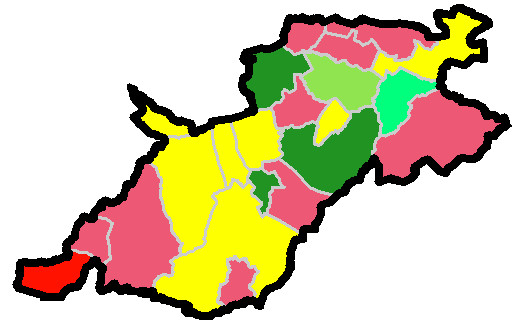
Mapa dels municipis de la comarca segons les alcaldies obtingudes segons les eleccions municipals de 2019.

| ERC-AM              |
| PSC-CP              |
| FIC                 |
| Junts per Catalunya |
| ------------------- |
| IxC                 |
| LPPF                |

### Consell comarcal de la Conca de Barberà
Els Consells Comarcals són, fonamentalment, administracions de gestió de serveis municipals i mancomunals i ja formen part de la realitat institucional, cultural i social del país. La tasca del Consell de la Conca de Barberà, s'ha centrat, sobretot, en grans temes supramunicipals, com l'abastament d'aigües; la gestió dels residus; tasques socials; formació d'adults; el programa Feder per al desenvolupament del patrimoni dels municipis i el programa Leader de foment del sector privat en els àmbits agrícoles, la restauració, el turisme rural i la creació de llocs de treball, el servei d'autoempresa, la preservació del medi ambient i d'altres.

### Presidència del Consell Comarcal de la Conca de Barberà
| Legislatura | President / Presidenta                                                                | Partit Polític | Càrrec local                                                        |
| ----------- | ------------------------------------------------------------------------------------- | -------------- | ------------------------------------------------------------------- |
| 1988-1991   | Antoni Llort Güell                                                                    | CiU            | regidor de Montblanc                                                |
| 1991-1995   | Eloi Pros Fortuny (1991-1993) Antoni Llort Güell (1993-1995)                          | PP CiU         | regidor de l'Espluga de Francolí regidor de Montblanc               |
| 1995-1999   | Josep Maria Riba Satorras                                                             | CiU            | alcalde de Santa Coloma de Queralt                                  |
| 1999-2003   | Josep Maria Riba Satorras                                                             | CiU            |                                                                     |
| 2003-2007   | Josep Maria Riba Satorras (2003-2005) David Rovira Minguella (2005-2007)              | CiU            | regidor de Santa Coloma de Queralt alcalde de l'Espluga de Francolí |
| 2007-2011   | David Rovira Minguella                                                                | CiU            |                                                                     |
| 2011-2015   | Ramon Borràs Ramon (2011-2014) Josep Amill Canela (2014-2015) (en funcions 2012-2013) | CiU            | alcalde de Santa Coloma de Queralt alcalde de Sarral .              |
| 2015-2019   | Josep Pijoan Farré (2015-2017) Francesc Benet Ribé (2017-2019)                        | FIC ERC        | alcalde de Pira regidor de Montblanc                                |
| 2019-2023   | Magí Trullols Trull (2019-2021) Carme Pallàs Gallego (2021-2023)                      | FIC ERC        | regidor de Santa Coloma de Queralt regidora de Montblanc            |
| 2023-2027   | Joan Canela Rios                                                                      | Junts          | alcalde de Vimbodí i Poblet                                         |

### Organització territorial

#### Informe Roca
El Parlament de Catalunya va encarregar la revisió del mapa territorial a una comissió d'experts presidida per Miquel Roca amb la presència de quatre geògrafs. El gener del 2001 es va presentar l'Informe sobre la revisió del model d'organització territorial de Catalunya, conegut com l'Informe Roca. Aquest informe proposa diversos canvis per a la Conca de Barberà, que se situaria dins la vegueria del Camp de Tarragona:
- Agregacions municipals per no arribar als 250 habitants:
  - Agregació de Senan a l'Espluga de Francolí.
  - Agregació de Forès a Sarral.
  - Agregació de Tarrés a Vimbodí.
  - Agregació de Vallclara a Vilanova de Prades, i canvi de nom del municipi resultant per Vilanova i Vallclara.
- Municipis de la Conca de Barberà a altres comarques:
  - Santa Coloma de Queralt, a l'Anoia.
  - Pontils, pedanies de Les Piles i pedanies de Llorac, a l'Anoia, dins del municipi de Santa Coloma de Queralt.
  - Nucli urbà de Les Piles, Conesa i Savallà del Comtat, a l'Anoia, dins del municipi de Les Piles, Conesa i Savallà.
  - Vallfogona de Riucorb, a l'Urgell dins del municipi de Guimerà i Vallfogona.
  - Passanant i Belltall, a l'Urgell dins del municipi de Ciutadilla, Nalec i Passanant.
- Pedanies i enclavaments que canvien de municipi:
  - Ollers (Barberà de la Conca), al municipi de Pira.
  - Vallverd, de Sarral, al municipi de Rocafort de Queralt.

## Conquesos il·lustres
- Pere de Penafreta (Montblanc, ? - Lleida, 1285). Mestre d'obres de la seu de Lleida.
- Guillem Timor (Montblanc, segle xiv - segle xiv). Escultor gòtic.
- Jaume Conesa (Montblanc, ca. 1320 - Barcelona, 1375). Escrivà reial i traductor.
- Constança d'Aragó (Vimbodí i Poblet, 1340 - Sicília, 1363). Reina de Sicília (1361-63).
- Pere Marginet (Vallclara, ? - Vimbodí i Poblet, 1435). Eclesiàstic.
- Berenguer Roig (Montblanc, ? - la Morera de Montsant, 1476). Monjo cartoixà.
- Pere Daguí (Montblanc, ? - Sevilla, 1500). Filòsof lul·lista.
- Joan Bonllavi (Rocafort de Queralt, ? - Barcelona, 1526). Lul·lista.
- Pere Torrent d'Illa (Vimbodí i Poblet, s. XV - s. XV). Escultor gòtic.
- Cristòfor Hortoneda (Montblanc, s. XVI - s. XVII). Pintor.
- Pere-Anton Veciana i Rabassa (Sarral, ca. 1677 - Valls, 1736). Filipista.
- Francesc de Castellví i Obando (Montblanc, 1682 - Viena, 1757). Historiador i militar.
- Albert Vidal (Montblanc, s. XVIII - s. XVIII). Eclesiàstic.
- Pau Canela i Pagès (Passanant i Belltall, s. XVIII - ?, s. XIX). Escriptor polític.
- Salvador Magrinyà (Montblanc, s. XVIII - s. XIX). Físic i militar.
- Ramon Belart i Miquel (Montblanc, ca. 1789 - 1840). Escultor.
- Joan Baptista Guim (Vallfogona de Riucorb, 1804 - Besançon, 1882). Doctor en dret.
- Joaquim Díaz i Sicart (Vallfogona de Riucorb, 1809 - Barcelona, 1885). Humanista i sacerdot.
- Joan Simon (Forès, 1821 - Ceret, 1846). Bandoler.
- Ramon Cantó i Espinach (Montblanc, 1844 - Barcelona, 1907). Historiador local, mestre i dibuixant.
- Pere Poblet i Andreu (Barberà de la Conca, 1850-1929). Metge i delegat a l'Assemblea de Manresa (1892).
- Ramon Corbella i Llobet (Vallfogona de Riucorb, 1850 - Vic, 1924). Historiador.
- Joan Esplugas i Moncusí (Barberà de la Conca, 1857 - 1927). Agricultor i polític.
- Ramon Andreu i Bella (Barberà de la Conca, 1862 - 1927). Esperantista i taquígraf.
- Maties Miquel (Montblanc, 1863 - París, ?). Pianista i compositor.
- Antoni Palau i Dulcet (Montblanc, 1867 - Barcelona, 1954). Llibreter, bibliògraf, prosista i escriptor.
- Joan Guim i Molet (Vallfogona de Riucorb, 1873 - Sant Cugat del Vallès, 1959). Eclesiàstic.
- Josep Conangla i Fontanilles (Montblanc, 1875 - l'Havana, 1965). Polític, assagista i poeta.
- Joan Poblet i Teixidó (Montblanc, 1877 - 1918). Historiador, pedagog, filòleg i polític.
- Pau Queralt i Gayà (Montblanc, 1878 - 1936). Beneficiat i arxiver de la comunitat de preveres de Montblanc.
- Josep Gaya i Cendra (Montblanc, 1881 - Lleida, 1922). Eclesiàstic i publicista.
- Rafael Folch i Andreu (Montblanc, 1881 - Madrid, 1960). Farmacèutic.
- Pere Sanahüja i Vallverdú (Montblanc, 1882 - Lleida, 1959). Prevere i historiador.
- Claudi Ametlla i Coll (Sarral, 1883 - Barcelona, 1968). Periodista i polític.
- Maria Canaleta i Abellà (Barberà de la Conca, 1896 - El Masnou, 1980). Mestra d'escola i educadora.
- Josep-Maria Poblet i Guarro (Montblanc, 1897 - Barcelona, 1980). Escriptor i empresari.
- Josep Folch i Folch (Montblanc, 1897 - 1985). Polític i agricultor.
- Antoni Martí i Morera (Llorac, 1900 - Calaf, 1972). Veterinari.
- Lluís Vives i Poblet (Montblanc, 1900 - 1974). Secretari i arxiver municipal.
- Josep Porter i Rovira (Montblanc, 1901 - Barcelona, 1999). Llibreter i bibliòfil.
- Lluís Farré i Magre (Montblanc, 1902 - Buenos Aires, 1997). Filòsof i professor.
- Tomàs Capdevila i Miquel (Forès, 1903 - 1936). Prevere.
- Antoni Andreu i Abelló (Montblanc, 1905-1982). Polític.
- Josep Andreu i Abelló (Montblanc, 1906 - Madrid, 1993). Advocat i polític.
- Joan Iborra i Farré (Montblanc, 1907 - 1992). Novel·lista i dramaturg.
- Joan Potau i Farré (Sarral, 1907 - Mèxic, 1994). Magistrat i comerciant.
- Jaume Llecha i Sans (Montblanc, 1916 - Barcelona, 1970). Violinista.
- Jaume Berenguer i Amenós (Passanant i Belltall, 1916 - Barcelona, 1974). Hel·lenista.
- Lluís París i Bou (Montblanc, 1918). Historiador.
- Ismael Balanyà i Moix (Montblanc, 1921 - 2000). Pintor i gravador.
- Emili Miquel i Abellà (Barberà de la Conca, 1922 - São Paulo, 2000). Artista, pintor i ecologista.
- Agustí Altisent i Altisent (Santa Coloma de Queralt, 1923 - Vimbodí i Poblet, 2004). Historiador.
- Maties Palau i Ferré (Montblanc, 1924 - 2000). Pintor.
- Josep-Maria Pàmies i Foraster (Montblanc, 1925 - Tarragona, 1986). Remer.
- Josep Gomis i Martí (Montblanc, 1934). Polític.
- Joan Fuguet i Sans (Barberà de la Conca, 1940). Historiador.
- Francesc Bonastre i Bertran (Montblanc, 1944 - 2017). Musicòleg i compositor.
- Joan Miró i Poblet (Rocafort de Queralt, 1944). Músic, guitarra del conjunt de rock Lone Star.
- Domènec Corbella i Llobet (Vallfogona de Riucorb, 1946). Pintor i gravador.
- Josep-Maria Sans i Travé (Solivella, 1947). Arxiver i historiador.
- José-Pedro Gil i Moreno de Mora (Vimbodí i Poblet, 1955). Esquiador.
- Santiago Coch i Castillo (Vimbodí i Poblet, 1960). Futbolista i entrenador.
- Montserrat Martín Moncusí (Barberà de la Conca, 1966). Arquera.
- Carme Martí i Cantí (Montblanc, 1972). Escriptora.